# PGC 18
LEDA/PGC 18 ist eine Spiralgalaxie mit hoher Sternentstehungsrate vom Hubble-Typ S im Sternbild Andromeda am Nordsternhimmel. Sie ist rund 249 Millionen Lichtjahre von der Milchstraße entfernt und hat einen Durchmesser von etwa 75.000 Lichtjahren. 
Das Objekt ist Mitglied der Galaxiengruppe WBL 729 oder LGG 485, einer Gruppe von Galaxien mit einer durchschnittlichen Radialgeschwindigkeit von etwa 5020 km/s. Dieser Gruppe gehören auch PGC 2, PGC 676, PGC 73195 und IC 1525 an.